# Foros de Amora
Foros de Amora é um lugar da freguesia da Amora, concelho do Seixal, a sul da auto-estrada A2, com uma população de 7078 habitantes. Este lugar é limitado a norte por Cruz de Pau e a sul por Belverde.
A estação ferroviária denominada Foros de Amora, servida pelos comboios da Fertagus, encontra-se na realidade localizada no lugar da Cruz de Pau.

## Toponímia
Pensa-se que a origem do nome Foros está relacionada com a divisão da herdade da Amora em talhões para aforar por várias famílias como sucedeu com a Herdade de Arrão em Foros de Arrão. Quanto ao nome Amora pode ter origem no antigo nome do Rio Judeu que atravessa a propriedade. 